# Carbunup
De Carbunup is een rivier in de regio South West in West-Australië.

## Geschiedenis
Ten tijde van de Europese kolonisatie leefden de Nyungah in het uiterste zuidwesten van het Australische continent. Ze geloofden dat de Waugel, een droomtijdslang', in de rivieren leefde. De Carbunup was een waardevolle bron van water en voedsel. Waterpoelen werden voor recreatie gebruikt. In de zomer diende de droge rivierbedding als weg van het bos naar de kust.
In 1835 noemde John Molloy de rivier de Lennox, vermoedelijk naar Lennox Bussell. Wanneer en waarom de naam werd veranderd is niet bekend. De naam Carbunup is Aborigines van oorsprong en zou "plaats van een vriendelijke stroom", "plaats van de aalscholvers" of "plaats van het Jacksonia-struikgewas" ('place of the stinkwood thicket') hebben betekend.

## Geografie
De Carbunup ontstaat in de 'Whicher Range' in de Shire of Augusta-Margaret River, stroomt 36 kilometer noordwaarts en mondt 20 kilometer ten westen van Busselton in de Geographe Bay en vervolgens de Indische Oceaan uit.
De 'Island Brook' voedt de Carbunup.

## Ecologie
Het stroomgebied van de Carbanup is ongeveer 170 km² groot. Van die oppervlakte was rond de eeuwwisseling 55 % ontbost voor landbouwdoeleinden. De resterende vegetatie bestaat uit jarrah- en marribos, Agonis-woodland en Acacia-struikgewas. Er komen minstens vier weinig voorkomende planten voor:
- Acacia semitrullata
- Daviesa elongata subsp. elongata
- Lepyrodia heleocharoides
- Taraxis glaucescens

De rivier lijdt als gevolg van landbouw en veeteelt aan erosie en verzilting. Op sommige plaatsen is de oorspronkelijke oeverbegroeiing verdwenen. Nieuwe inzichten bij de landbouwers en veetelers leiden langzaamaan tot het herstel van de oorspronkelijke oeverbegroeiing.